# ミスター味っ子 幕末編
『ミスター味っ子 幕末編』（ミスターあじっこ ばくまつへん）は、寺沢大介による漫画作品。
1980年代に寺沢が『週刊少年マガジン』で連載した『ミスター味っ子』の番外編。歴史マンガ誌『真田太平記』（朝日新聞出版）にて、2015年12月26日発売の創刊号から連載された。

## あらすじ
物語は旧作『ミスター味っ子』の主人公でもある味吉陽一がその最終話で、味皇との味試し三番勝負をクリアした直後から始まる。
眠っていた陽一が幕末にタイムスリップし、勝麟太郎（勝海舟）に乞われ、当時の日本が抱えている問題を料理で解決していく。

## 登場人物

### 『ミスター味っ子』からの登場人物
味吉陽一（あじよし よういち）
本作、および旧作『ミスター味っ子』の主人公。
堺一馬（さかい かずま）
陽一のライバルの少年料理人。第4話「風雲児達」から登場。 陽一が勝麟太郎に召喚されて協力したのと同じように、一馬は坂本龍馬に召喚されて協力していた。
下仲基之（しもなか もとゆき）
味皇料理会フランス料理部主任。第16話「龍馬の遺言」から登場。徳川慶喜の怨嗟に応えるように未来から召喚され、『天皇料理祭』に出場した。

### 幕末の人物
勝麟太郎→勝海舟
第1話「黒船来航」から登場。当初は一介の旗本。無類の食欲を持ち、彼が空腹になると未来から陽一が召喚される。
マシュー・ペリー
第1話「黒船来航」で登場。日本を開国させた東インド艦隊総司令官。勝の話によると、日本の最高級の歓待にも不満を持っていたとのことだが、陽一の作ったカツ丼の味を認め、日本の近代化を応援した。
福澤諭吉
第3話「黄金大陸」から登場した中津藩士。勝らとともに咸臨丸でアメリカに渡った。この時は“デモクラシー”を巡って勝と対立したが、のちの第14話「天下の奇策」では、倒幕の危機に消沈する勝を叱咤激励した。
坂本龍馬
土佐浪士。第1話「黒船来航」にて顔見せし、第4話「風雲児達」から本格的に登場。日本開国のために勝と合力しつつ、裏ではグラバーと手を結び、薩長同盟を煽って倒幕を成さんとするが、後に戦争回避のため勝の説得を受け、大政奉還を実現させる。このことで西郷の恨みを買い、第15話「天皇料理祭」にて暗殺された。その後の第17話「政体の行方」で、「土佐なまりの背の高い侍」が陽一たちに助力するため登場し、生存説も示唆されている。
一橋慶喜→徳川慶喜
第6話「味皇登場」にて、将軍後見職として登場。第12話「雄藩連合」から第13話「タカと徳」にかけ、グラバーの甘言に乗って14代将軍家茂を毒殺し、自らが将軍の座に就いた。第14話「天下の奇策」では勝の決死の説得を受け、陽一・一馬の料理を食べて納得し、大政奉還を受け入れた。『天皇料理祭』では、自身の怨嗟に応えるように未来から召喚された下仲を名代として出場させた。
トーマス・グラバー
第2話「列強襲来」からその存在は語られていたが、本人の登場は第7話「美味謁見」から。商人として儲けを得るため、イギリスにも幕府にも薩長にも武器を供給し、戦争を煽る。
西郷善兵衛→西郷吉之助（西郷隆盛）
薩摩藩士。第1話「黒船来航」にて勝の依頼を受け、豚肉を運んできた。第9話「西郷どん」から薩摩藩の主要人物として登場。薩長同盟による武力倒幕を画策するが、大政奉還によって大義名分を失い、さらに明治天皇が『天皇料理祭』の開催を宣言すると、薩摩藩の代表として自ら出場する。
明治天皇
第14話「天下の奇策」から登場。幼少の君主として、彼を祭り上げる薩長からも侮られていたが、その性格は傲岸不遜。群臣を集め、料理勝負『天皇料理祭（すめらみことにたきのまつり）』の開催と、それによって日本の覇権を決することを宣言する。『天皇料理祭』では名代として村田源壱郎に調理させたが、その料理は自身が考案したもので、実際の料理の腕も源壱郎を上回っているという。
山岡鉄舟
第16話「龍馬の遺言」から登場した明治天皇の側用人。剛力の持ち主で、宇和島の闘牛を真っ向から受け止め、仕留めた。『天皇料理祭』にて審判を務める。
村田源壱郎（むらた げんいちろう）
第6話「味皇登場」から登場。天皇に仕える御料理番。『ミスター味っ子』に登場する味皇（村田源二郎）とそっくりの外見で、その先祖と推察されている。『天皇料理祭』でも再登場し、明治天皇の名代として腕を振るった。
タカ、徳（とく）
第10話「薩長激突」から登場。タカは長州藩の少年料理人。徳は薩摩藩の少女料理人。両者ともに凄腕の持ち主で、薩長同盟の主導権を賭けて料理勝負を行い、痛み分けとなる。最終話「新たな時代」では晩年の勝の口から、2人が味吉の姓を名乗り夫婦となったことが語られ、陽一の先祖であることが示唆される。
劉虎禅（りゅう こぜん）
第17話「政体の行方」から登場。『天皇料理祭』のため、グラバーが香港から呼び寄せた“皇帝の料理番”。『ミスター味っ子』に登場する劉虎峰とそっくりの外見で、その先祖と推察されている。

## 書籍情報
ASAHIコミックス（朝日新聞出版）より全4巻。
ミスター味っ子 幕末編
1. 2016年9月7日発売 ISBN 978-4022142191
短編漫画「喰いタン 水戸光圀」を収録。
2. 2017年12月20日発売 ISBN 978-4022142467
3. 2018年12月20日発売 ISBN 978-4022142641
短編漫画「喰いタン 水戸光圀」を収録。
4. 2019年12月20日発売 ISBN 978-4022142856
短編漫画「ミスター味っ子特別編」を収録。